# Pawłowice (powiat pińczowski)
Pawłowice – wieś w Polsce położona w województwie świętokrzyskim, w powiecie pińczowskim, w gminie Michałów.

## Części wsi
| SIMC    | Nazwa  | Rodzaj    |
| ------- | ------ | --------- |
| 0250582 | Piaski | część wsi |

W latach 1975–1998 miejscowość należała administracyjnie do województwa kieleckiego.

## Zabytki
Kaplica pw. MB Częstochowskiej, wpisana do rejestru zabytków nieruchomych (nr rej.: A.642 z 28.04.1984).

## Inne informacje
Od 1925 roku działa w Pawłowicach Ochotnicza Straż Pożarna włączona, jako jedna z dwóch z Gminy Michałów, do Krajowego Systemu Ratowniczo - Gaśniczego.